# Litauen i Eurovision Song Contest
Litauen har deltaget 14 gange i Eurovision Song Contest, første gang i 1994 med sangen "Lopšinė Mylimai", sunget af Ovidijus Vyšniauskas. Ved deres debut endte landet dog på en sidsteplads uden at have modtaget et eneste point. Litauen trak sig derefter ud af konkurrencen de følgende fem år.
I 1999 vendte Litauen imidlertid tilbage til ESC. Siden har de deltaget hvert år, botset fra i 2000 og i 2003, hvor landet måtte sidde over pga. lave placeringer året før. Litauen har aldrig klaret sig godt i ESC og er endt på en sidsteplads to gange, i 1994, samt i semfinalen i 2005. Det er det eneste af de tre baltiske lande, der endnu aldrig har vundet (Estland vandt i 2001, mens Letland vandt året efter). De har imidlertid nået finalen hvert år siden 2006, bortset fra 2008 og 2010.
Litauens bedste placering til dato er en 6. plads, der blev opnået i Eurovision Song Contest 2006 med sangen "We Are the Winners", fremført af gruppen LT United.

## Repræsentanter
Nøgle
     Vinder
     Anden plads
     Tredje plads
     Sidste plads
     Deltager valgt, men konkurrerede ikke
| År                              | Kunstner                        | Sang                               | Sprog             | Oversættelse                       | Finale             | Point              | Semi               | Point              |
| ------------------------------- | ------------------------------- | ---------------------------------- | ----------------- | ---------------------------------- | ------------------ | ------------------ | ------------------ | ------------------ |
| 1994                            | Ovidijus Vyšniauskas            | "Lopšinė Mylimai"                  | Litauisk          | Kæresters vuggevise                | 25                 | 0                  | Ingen semifinaler  | Ingen semifinaler  |
| Deltog ikke mellem 1995 og 1998 |                                 |                                    |                   |                                    |                    |                    |                    |                    |
| 1999                            | Aistė Smilgevičiūtė             | "Strazdas"                         | Žemaitisk         | Sangdrosslen                       | 20                 | 13                 | Ingen semifinaler  | Ingen semifinaler  |
| Deltog ikke i 2000              |                                 |                                    |                   |                                    |                    |                    |                    |                    |
| 2001                            | Skamp                           | "You Got Style"                    | Engelsk, litauisk | Du har stil                        | 13                 | 35                 | Ingen semifinaler  | Ingen semifinaler  |
| 2002                            | Aivaras                         | "Happy You"                        | Engelsk           | Glade dig                          | 23                 | 12                 | Ingen semifinaler  | Ingen semifinaler  |
| Deltog ikke i 2003              |                                 |                                    |                   |                                    |                    |                    |                    |                    |
| 2004                            | Linas & Simona                  | "What's Happened To Your Love"     | Engelsk           | Hvad er der sket med din kærlighed | Ikke kvalificeret  | Ikke kvalificeret  | 16                 | 26                 |
| 2005                            | Laura and the Lovers            | "Little By Little"                 | Engelsk           | Lidt efter lidt                    | Ikke kvalificeret  | Ikke kvalificeret  | 25                 | 17                 |
| 2006                            | LT United                       | "We Are The Winners"               | Engelsk           | Vi er vinderne                     | 6                  | 162                | 5                  | 163                |
| 2007                            | 4Fun                            | "Love or Leave"                    | Engelsk           | Elsk eller forlad                  | 21                 | 28                 | Top 10 året før    | Top 10 året før    |
| 2008                            | Jeronimas Milius                | "Nomads in the Night"              | Engelsk           | Nomader i natten                   | Ikke kvalificeret  | Ikke kvalificeret  | 16                 | 30                 |
| 2009                            | Sasha Son                       | "Love"                             | Engelsk, russisk  | Kærlighed                          | 23                 | 23                 | 9                  | 66                 |
| 2010                            | InCulto                         | "Eastern European Funk"            | Engelsk           | Østeuropæisk funk                  | Ikke kvalificeret  | Ikke kvalificeret  | 12                 | 44                 |
| 2011                            | Evelina Sašenko                 | "C'est ma vie"                     | Engelsk           | Dette er mit liv                   | 19                 | 63                 | 5                  | 81                 |
| 2012                            | Donny Montell                   | "Love is Blind"                    | Engelsk           | Kærligheden er blind               | 14                 | 70                 | 3                  | 104                |
| 2013                            | Andrius Pojavis                 | "Something"                        | Engelsk           | Noget                              | 22                 | 17                 | 9                  | 53                 |
| 2014                            | Vilija Matačiūnaitė             | "Attention"                        | Engelsk           | Opmærksomhed                       | Ikke kvalificeret  | Ikke kvalificeret  | 11                 | 36                 |
| 2015                            | Monika Linkytė & Vaidas Baumila | "This Time"                        | Engelsk           | Denne gang                         | 18                 | 30                 | 7                  | 67                 |
| 2016                            | Donny Montell                   | "I've Been Waiting for This Night" | Engelsk           | Jeg har ventet på denne nat        | 9                  | 200                | 4                  | 222                |
| 2017                            | Fusedmarc                       | "Rain of Revolution"               | Engelsk           | Revolutionsregn                    | Ikke kvalificeret  | Ikke kvalificeret  | 17                 | 42                 |
| 2018                            | Ieva Zasimauskaitė              | "When We're Old"                   | Engelsk           | Når vi bliver gamle                | 12                 | 181                | 9                  | 119                |
| 2019                            | Jurij Veklenko                  | "Run with the Lions"               | Engelsk           | Løb med løverne                    | Ikke kvalificeret  | Ikke kvalificeret  | 11                 | 93                 |
| 2020                            | The Roop                        | "On Fire"                          | Engelsk           | Ild i mig                          | Konkurrence aflyst | Konkurrence aflyst | Konkurrence aflyst | Konkurrence aflyst |
| 2021                            | The Roop                        | "Discoteque"                       | Engelsk           | Diskotek                           | 8                  | 220                | 4                  | 203                |
| 2022                            | Monika Liu                      | "Sentimentai"                      | Litauisk          | Følelser                           | 14                 | 128                | 7                  | 159                |
| 2023                            | Monika Linkytė                  | "Stay"                             | Engelsk           | Bliv                               | 11                 | 127                | 4                  | 110                |
| 2024                            | Silvester Belt                  | "Luktelk"                          | Litauisk          | Vent                               | 14                 | 90                 | 4                  | 119                |
| 2025                            | Katarsis                        | "Tavo akys"                        | Litauisk          | Dine øjne                          | 16                 | 96                 | 6                  | 103                |

## Pointstatistik (1994-2025)

### Flest point til og fra - top 5
NB: Kun point givet i finalerne er talt med.
| Litauen har givet flest point til | Litauen har givet flest point til | Litauen har givet flest point til |
| Placering                         | Land                              | Point                             |
| --------------------------------- | --------------------------------- | --------------------------------- |
| 1                                 | Ukraine                           | 165                               |
| 2                                 | Sverige                           | 142                               |
| 3                                 | Rusland                           | 129                               |
| 4                                 | Letland                           | 119                               |
| 5                                 | Estland                           | 113                               |

| Litauen har modtaget flest point fra | Litauen har modtaget flest point fra | Litauen har modtaget flest point fra |
| Placering                            | Land                                 | Point                                |
| ------------------------------------ | ------------------------------------ | ------------------------------------ |
| 1                                    | Letland                              | 161                                  |
| 2                                    | Irland                               | 131                                  |
| 3                                    | Storbritannien                       | 125                                  |
| 4                                    | Estland                              | 85                                   |
| 5                                    | Georgien                             | 81                                   |
| =                                    | Ukraine                              | 81                                   |

### 12 point til og fra
NB: Kun 12 point givet i finalerne er talt med.
| Litauen har modtaget 12 point fra | Litauen har modtaget 12 point fra | Litauen har modtaget 12 point fra                |
| År                                | Jury                              | Televoting                                       |
| --------------------------------- | --------------------------------- | ------------------------------------------------ |
| 2006                              | Irland                            | Ingen separat televoting                         |
| 2007                              | Irland                            | Ingen separat televoting                         |
| 2011                              | Georgien, Polen                   | Ingen separat televoting                         |
| 2012                              | Georgien                          | Ingen separat televoting                         |
| 2016                              | Ukraine                           | Irland, Norge, Storbritannien                    |
| 2018                              | Kroatien                          | Estland, Irland, Letland, Norge, Storbritannien  |
| 2021                              | Italien                           | Irland, Letland, Norge, Storbritannien, Tyskland |
| 2025                              | Modtog ikke 12 point              | Ukraine                                          |

| Litauen har givet 12 point til | Litauen har givet 12 point til | Litauen har givet 12 point til |
| År                             | Jury                           | Televoting                     |
| ------------------------------ | ------------------------------ | ------------------------------ |
| 1994                           | Polen                          | Ingen separat televoting       |
| 1999                           | Irland                         | Ingen separat televoting       |
| 2001                           | Estland                        | Ingen separat televoting       |
| 2002                           | Letland                        | Ingen separat televoting       |
| 2004                           | Ukraine                        | Ingen separat televoting       |
| 2005                           | Letland                        | Ingen separat televoting       |
| 2006                           | Rusland                        | Ingen separat televoting       |
| 2007                           | Georgien                       | Ingen separat televoting       |
| 2008                           | Rusland                        | Ingen separat televoting       |
| 2009                           | Norge                          | Ingen separat televoting       |
| 2010                           | Georgien                       | Ingen separat televoting       |
| 2011                           | Georgien                       | Ingen separat televoting       |
| 2012                           | Aserbajdsjan                   | Ingen separat televoting       |
| 2013                           | Aserbajdsjan                   | Ingen separat televoting       |
| 2014                           | Holland                        | Ingen separat televoting       |
| 2015                           | Letland                        | Ingen separat televoting       |
| 2016                           | Australien                     | Letland                        |
| 2017                           | Portugal                       | Portugal                       |
| 2018                           | Østrig                         | Estland                        |
| 2019                           | Holland                        | Rusland                        |
| 2021                           | Ukraine                        | Ukraine                        |
| 2022                           | Ukraine                        | Ukraine                        |
| 2023                           | Sverige                        | Finland                        |
| 2024                           | Schweiz                        | Ukraine                        |
| 2025                           | Letland                        | Letland                        |

### Flest point til og fra - alle lande
NB: Kun point givet i finalerne er talt med.
| Litauen har givet point til | Litauen har givet point til | Litauen har givet point til |
| Placering                   | Land                        | Point                       |
| --------------------------- | --------------------------- | --------------------------- |
| 1                           | Ukraine                     | 165                         |
| 2                           | Sverige                     | 142                         |
| 3                           | Rusland                     | 129                         |
| 4                           | Letland                     | 119                         |
| 5                           | Estland                     | 113                         |
| 6                           | Italien                     | 99                          |
| 7                           | Frankrig                    | 92                          |
| 8                           | Norge                       | 76                          |
| 9                           | Georgien                    | 69                          |
| 10                          | Portugal                    | 66                          |
| 11                          | Aserbajdsjan                | 61                          |
| 12                          | Holland                     | 60                          |
| 13                          | Schweiz                     | 56                          |
| 14                          | Belgien                     | 51                          |
| 15                          | Østrig                      | 48                          |
| 16                          | Tyskland                    | 46                          |
| 17                          | Israel                      | 43                          |
| =                           | Polen                       | 43                          |
| 19                          | Irland                      | 40                          |
| =                           | Island                      | 40                          |
| 21                          | Finland                     | 38                          |
| 22                          | Kroatien                    | 36                          |
| =                           | Storbritannien              | 36                          |
| 24                          | Danmark                     | 31                          |
| =                           | Moldova                     | 31                          |
| 26                          | Australien                  | 28                          |
| =                           | Malta                       | 28                          |
| 28                          | Slovenien                   | 23                          |
| =                           | Spanien                     | 23                          |
| 30                          | Grækenland                  | 19                          |
| 31                          | Bulgarien                   | 18                          |
| =                           | Cypern                      | 18                          |
| 33                          | Tjekkiet                    | 15                          |
| =                           | Ungarn                      | 15                          |
| 35                          | Hviderusland                | 12                          |
| 36                          | Serbien                     | 11                          |
| 37                          | Armenien                    | 9                           |
| =                           | Rumænien                    | 9                           |
| 39                          | Tyrkiet                     | 8                           |
| 40                          | Bosnien-Hercegovina         | 4                           |
| 41                          | Serbien og Montenegro       | 2                           |
| 42                          | Albanien                    | 0                           |
| =                           | Andorra                     | 0                           |
| =                           | Jugoslavien                 | 0                           |
| =                           | Luxembourg                  | 0                           |
| =                           | Marokko                     | 0                           |
| =                           | Monaco                      | 0                           |
| =                           | Montenegro                  | 0                           |
| =                           | Nordmakedonien              | 0                           |
| =                           | San Marino                  | 0                           |
| =                           | Slovakiet                   | 0                           |

| Litauen har modtaget point fra | Litauen har modtaget point fra | Litauen har modtaget point fra |
| Placering                      | Land                           | Point                          |
| ------------------------------ | ------------------------------ | ------------------------------ |
| 1                              | Letland                        | 161                            |
| 2                              | Irland                         | 131                            |
| 3                              | Storbritannien                 | 125                            |
| 4                              | Estland                        | 85                             |
| 5                              | Georgien                       | 81                             |
| =                              | Ukraine                        | 81                             |
| 7                              | Norge                          | 80                             |
| 8                              | Polen                          | 48                             |
| 9                              | Danmark                        | 41                             |
| 10                             | Hviderusland                   | 36                             |
| 11                             | Kroatien                       | 34                             |
| 12                             | Sverige                        | 32                             |
| 13                             | Holland                        | 31                             |
| =                              | Rusland                        | 31                             |
| 15                             | Australien                     | 29                             |
| 16                             | Italien                        | 28                             |
| =                              | San Marino                     | 28                             |
| 18                             | Serbien                        | 27                             |
| =                              | Tyskland                       | 27                             |
| 20                             | Island                         | 26                             |
| 21                             | Cypern                         | 25                             |
| =                              | Finland                        | 25                             |
| =                              | Slovenien                      | 25                             |
| 24                             | Israel                         | 24                             |
| 25                             | Portugal                       | 23                             |
| 26                             | Moldova                        | 22                             |
| 27                             | Malta                          | 21                             |
| 28                             | Schweiz                        | 20                             |
| 29                             | Bulgarien                      | 18                             |
| 30                             | Aserbajdsjan                   | 13                             |
| 31                             | Spanien                        | 12                             |
| 32                             | Belgien                        | 11                             |
| =                              | Tjekkiet                       | 11                             |
| =                              | Østrig                         | 11                             |
| 35                             | Rumænien                       | 10                             |
| 36                             | Andorra                        | 8                              |
| =                              | Luxembourg                     | 8                              |
| =                              | Montenegro                     | 8                              |
| =                              | Ungarn                         | 8                              |
| 40                             | Monaco                         | 7                              |
| 41                             | Albanien                       | 4                              |
| =                              | Frankrig                       | 4                              |
| =                              | Grækenland                     | 4                              |
| =                              | Nordmakedonien                 | 4                              |
| 45                             | Serbien og Montenegro          | 3                              |
| 46                             | Armenien                       | 2                              |
| =                              | Bosnien-Hercegovina            | 2                              |
| 48                             | Jugoslavien                    | 0                              |
| =                              | Marokko                        | 0                              |
| =                              | Slovakiet                      | 0                              |
| =                              | Tyrkiet                        | 0                              |

## Kommentatorer og jurytalsmænd
| År   | Kommentator                         | Jurytalsmand           |
| ---- | ----------------------------------- | ---------------------- |
| 1994 | Darius Užkuraitis                   | Gitana Lapinskaitė     |
| 1999 | Darius Užkuraitis                   | Andrius Tapinas        |
| 2001 | Darius Užkuraitis                   | Loreta Tarozaitė       |
| 2002 | Darius Užkuraitis                   | Loreta Tarozaitė       |
| 2004 | Darius Užkuraitis                   | Rolandas Vilkončius    |
| 2005 | Darius Užkuraitis                   | Rolandas Vilkončius    |
| 2006 | Darius Užkuraitis                   | Lavija Šurnaitė        |
| 2007 | Darius Užkuraitis                   | Lavija Šurnaitė        |
| 2008 | Darius Užkuraitis                   | Rolandas Vilkončius    |
| 2009 | Darius Užkuraitis                   | Ignas Krupavičius      |
| 2010 | Darius Užkuraitis                   | Giedrius Masalskis     |
| 2011 | Darius Užkuraitis                   | Giedrius Masalskis     |
| 2012 | Darius Užkuraitis                   | Ignas Krupavičius      |
| 2013 | Darius Užkuraitis                   | Ignas Krupavičius      |
| 2014 | Darius Užkuraitis                   | Ignas Krupavičius      |
| 2015 | Darius Užkuraitis                   | Ugnė Galadauskaitė     |
| 2016 | Darius Užkuraitis                   | Ugnė Galadauskaitė     |
| 2017 | Darius Užkuraitis & Gerūta Griniūtė | Eglė Daugėlaitė        |
| 2018 | Darius Užkuraitis & Gerūta Griniūtė | Eglė Daugėlaitė        |
| 2019 | Darius Užkuraitis & Gerūta Griniūtė | Giedrius Masalskis     |
| 2021 | Ramūnas Zilnys                      | Andrius Mamontovas     |
| 2022 | Ramūnas Zilnys                      | Vaidotas Valiukevičius |
| 2023 | Ramūnas Zilnys                      | Monika Liu             |
| 2024 | Ramūnas Zilnys                      | Monika Linkytė         |
| 2025 | Ramūnas Zilnys                      | Silvester Belt         |

## Galleri
- 4Fun at Helsinki (2007)
- Jeronimas Milius i Beograd (2008)